# Mamoea rakiura
Mamoea rakiura là một loài nhện trong họ Amphinectidae. Loài này phân bố ở New Zealand.